# The Power of Love (versión de Céline Dion)
Para la versión original, véase The Power of Love (canción de Jennifer Rush)
«The Power of Love» —en español: «El poder del amor»— es una canción interpretada por la cantante canadiense Céline Dion, en la versión de «The Power of Love» de Jennifer Rush. La canción fue incluida en el álbum de estudio en inglés, The Colour of My Love (1993). Fue producida por David Foster y lanzada como el primer sencillo en noviembre de 1993 por Columbia y Epic en Norteamérica, en diciembre de 1993 en Japón y a principios de 1994 en el resto del mundo. Alcanzó el número uno en Estados Unidos, Canadá y Australia, y fue un éxito entre las diez primeras posiciones en varios otros países. Más tarde, Billboard la clasificó como la 46.ª «Mejor Canción de Amor de Todos los Tiempos».

## Rendimiento comercial
La versión de Céline Dion de «The Power of Love» se convirtió en el sencillo más vendido por una artista femenina en 1994 en los Estados Unidos y el octavo más vendido en general, con 900 000 copias vendidas. Fue la primera canción de Dion en alcanzar el número uno en Estados Unidos, manteniéndose en la cima del Billboard Hot 100 durante cuatro semanas en febrero de 1994. También encabezó el Cash Box Top 100 y fue su primer número uno en Australia y su segundo sencillo en alcanzar el número uno en Canadá. La canción también lideró las listas de música para adultos contemporáneos en Estados Unidos y Canadá. En el resto del mundo, «The Power of Love» alcanzó el top diez en Francia, Reino Unido, Bélgica, Suecia y Nueva Zelanda. Fue certificada Platino en Estados Unidos (con 1.5 millones de copias vendidas) y Australia, Oro en el Reino Unido y Nueva Zelanda, y Plata en Francia.

## Premios
«The Power of Love» ganó el ASCAP Pop Award a la «Canción Más Interpretada en Estados Unidos». Dion también fue nominada al premio Grammy a la «Mejor Interpretación Vocal Pop Femenina», al American Music Award al «Sencillo Pop/Rock Favorito», a dos Billboard Music Awards por «Sencillo del Año en el Hot 100» y «Sencillo del Año en Adult Contemporary», y al Premio Juno por «Sencillo del Año». David Foster también fue nominado al Premio Juno por «Productor del Año» por la versión de Dion.

## Promoción y actuaciones en directo
Se lanzó un video musical para la versión de Céline Dion, que tuvo una alta rotación en muchas redes y programas de videos musicales.
Dion incluyó la canción en muchas de sus actuaciones en gira. «The Power of Love» está presente en varios de sus álbumes en vivo. También se incluye en varias de sus colecciones de grandes éxitos, como All the Way... A Decade of Song (1999), Complete Best (2008), My Love: Essential Collection (2008) y The Best of Celine Dion & David Foster (2012). Las actuaciones en vivo se encuentran en À l'Olympia (álbum), Live à Paris (álbum), Live à Paris (video), Au cœur du stade (video), Live in Las Vegas: A New Day... (video), Taking Chances World Tour: The Concert (álbum/video) y Céline une seule fois / Live 2013 (álbum/video). También interpretó la canción en los American Music Awards de 1995 y en su especial de televisión de CBS That's Just the Woman in Me el 15 de febrero de 2008.

## Recepción de la crítica
La versión de Céline Dion de «The Power of Love» recibió elogios de la crítica musical. About.com colocó la canción en el número siete de su clasificación de «Top 10 Celine Dion Songs», llamándola una «gran balada». Stephen Thomas Erlewine de AllMusic la «destacó» en su reseña de The Colour of My Love. Un crítico de The Baltimore Sun escribió que la cantante «suena genial» cuando trabaja con «material romántico y melódico». Dave Sholin de Gavin Report comentó: «Una canción tan poderosa exige demandas extraordinarias a quienes la cantan. Solo unos pocos raros están a la altura... Agrega la interpretación de Céline a la producción de David Foster y el resultado es nada menos que excelente».
Otro editor de Gavin Report, Ron Fell, dijo que «es mejor que nunca», añadiéndola como «¡impresionante!». Caroline Sullivan de The Guardian la describió como una versión «rompedora». Mike Wass de Idolator elogió la «vocal impecable» de Dion en una producción «elegante» de Foster. Dennis Hunt de LA Times comparó las voces de Dion favorablemente con las de Whitney Houston y Mariah Carey, y destacó «ese grandilocuente final extendido». La revista paneuropea Music & Media describió la canción como una «versión tierna». Alan Jones de Music Week dijo que «es tan poderosa que seguro logrará éxitos». Un crítico de The Network Forty la declaró una «balada reflexiva traída a la vida por las brillantes y distintivas vocales de Céline». The Plain Dealer la consideró una «versión ascendente». Christopher Smith de Talk About Pop Music vio la canción como «poderosa y fiel a la versión original».

## Impacto cultural
Los siren kings, miembros de una subcultura neozelandesa dedicada al volumen y claridad de la música a través de sistemas de megafonía, valoran la versión de Céline Dion de «The Power of Love» como una canción perfecta para este medio. El siren king Purp Ci'i afirmó que «derribará a cualquiera en una batalla—esa canción es peligrosa... Es una de las favoritas desde que comenzaron los sirens».

## Posicionamiento en listas
| Listas (1993–1994)                         | Mejor posición |
| ------------------------------------------ | -------------- |
| Australia (ARIA)                           | 1              |
| Bélgica (Flandes) (Ultratop 50)            | 5              |
| Canadá (RPM Top Singles)                   | 1              |
| Canadá Retail Singles (The Record)         | 1              |
| Canadá Contemporary Hit Radio (The Record) | 1              |
| Canadá Pop Adult (The Record)              | 1              |
| Europa (Eurochart Hot 100)                 | 17             |
| Europa (European AC Radio)                 | 10             |
| Europa (European Hit Radio)                | 11             |
| Francia (SNEP)                             | 3              |
| Alemania (Offizielle Deutsche Charts)      | 57             |
| Islandia (Íslenski Listinn Topp 40)        | 3              |
| Irlanda (IRMA)                             | 13             |
| Países Bajos (Dutch Top 40)                | 18             |
| Países Bajos (Mega Single Top 100)         | 22             |
| Nueva Zelanda (Recorded Music NZ)          | 7              |
| Panamá (UPI)                               | 4              |
| Canadá (ADISQ)                             | 1              |
| Escocia (Scottish Singles Sales Chart)     | 14             |
| Suecia (Sverigetopplistan)                 | 6              |
| Reino Unido (UK Singles Chart)             | 4              |
| Estados Unidos (Billboard Hot 100)         | 1              |
| Estados Unidos (Adult Contemporary)        | 1              |
| Estados Unidos (Mainstream Top 40)         | 2              |
| Estados Unidos (Rhythmic)                  | 21             |
| Estados Unidos Cash Box Top 100            | 1              |